# Bembicia uniflora
Bembicia uniflora là một loài thực vật có hoa trong họ Liễu. Loài này được (H. Perrier) Capuron mô tả khoa học đầu tiên.